# Problepsis
Problepsis är ett släkte av fjärilar. Problepsis ingår i familjen mätare.

## Bildgalleri

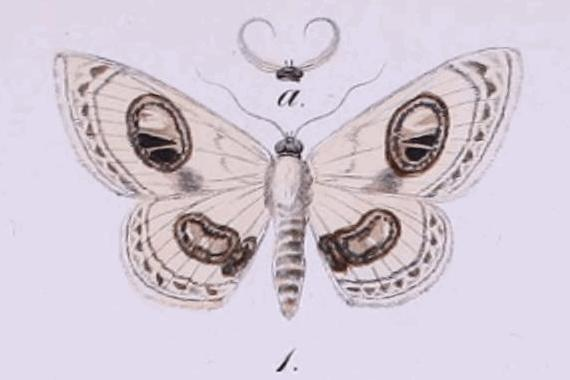

## Dottertaxa tillProblepsis, i alfabetisk ordning[1]
- Problepsis achlyobathra
- Problepsis aegretta
- Problepsis albidior
- Problepsis aphylacta
- Problepsis apollinaria
- Problepsis appollinaria
- Problepsis argentea
- Problepsis argentifila
- Problepsis argentisquama
- Problepsis asira
- Problepsis attenuata
- Problepsis auriculifera
- Problepsis candidior
- Problepsis cinerea
- Problepsis clemens
- Problepsis conjunctiva
- Problepsis coreana
- Problepsis craspediata
- Problepsis crassinotata
- Problepsis deducta
- Problepsis deliaria
- Problepsis delphiaria
- Problepsis deparcata
- Problepsis diazoma
- Problepsis digammata
- Problepsis dilatistigma
- Problepsis discophora
- Problepsis emphyla
- Problepsis erythra
- Problepsis eucircota
- Problepsis evanida
- Problepsis exanimata
- Problepsis flavistigma
- Problepsis frosti
- Problepsis hemicyclata
- Problepsis herbuloti
- Problepsis insculpta
- Problepsis insignita
- Problepsis kardakoffi
- Problepsis korinchiana
- Problepsis latonaria
- Problepsis longimacula
- Problepsis longipannis
- Problepsis lucifimbria
- Problepsis magna
- Problepsis margaritata
- Problepsis matsumarai
- Problepsis maxima
- Problepsis mayottaria
- Problepsis merocaria
- Problepsis meroearia
- Problepsis metallopictata
- Problepsis minuta
- Problepsis mitis
- Problepsis neumanni
- Problepsis ocellata
- Problepsis ochripicta
- Problepsis ommatophoraria
- Problepsis pareda
- Problepsis phoebearia
- Problepsis plagiata
- Problepsis plenorbis
- Problepsis riminota
- Problepsis rorida
- Problepsis rotifera
- Problepsis sancta
- Problepsis shirozui
- Problepsis similinotata
- Problepsis subjunctiva
- Problepsis subreferta
- Problepsis summa
- Problepsis superans
- Problepsis transposita
- Problepsis venus
- Problepsis wilemani
- Problepsis violascens
- Problepsis vulgaris